# Наука (модуль МКС)

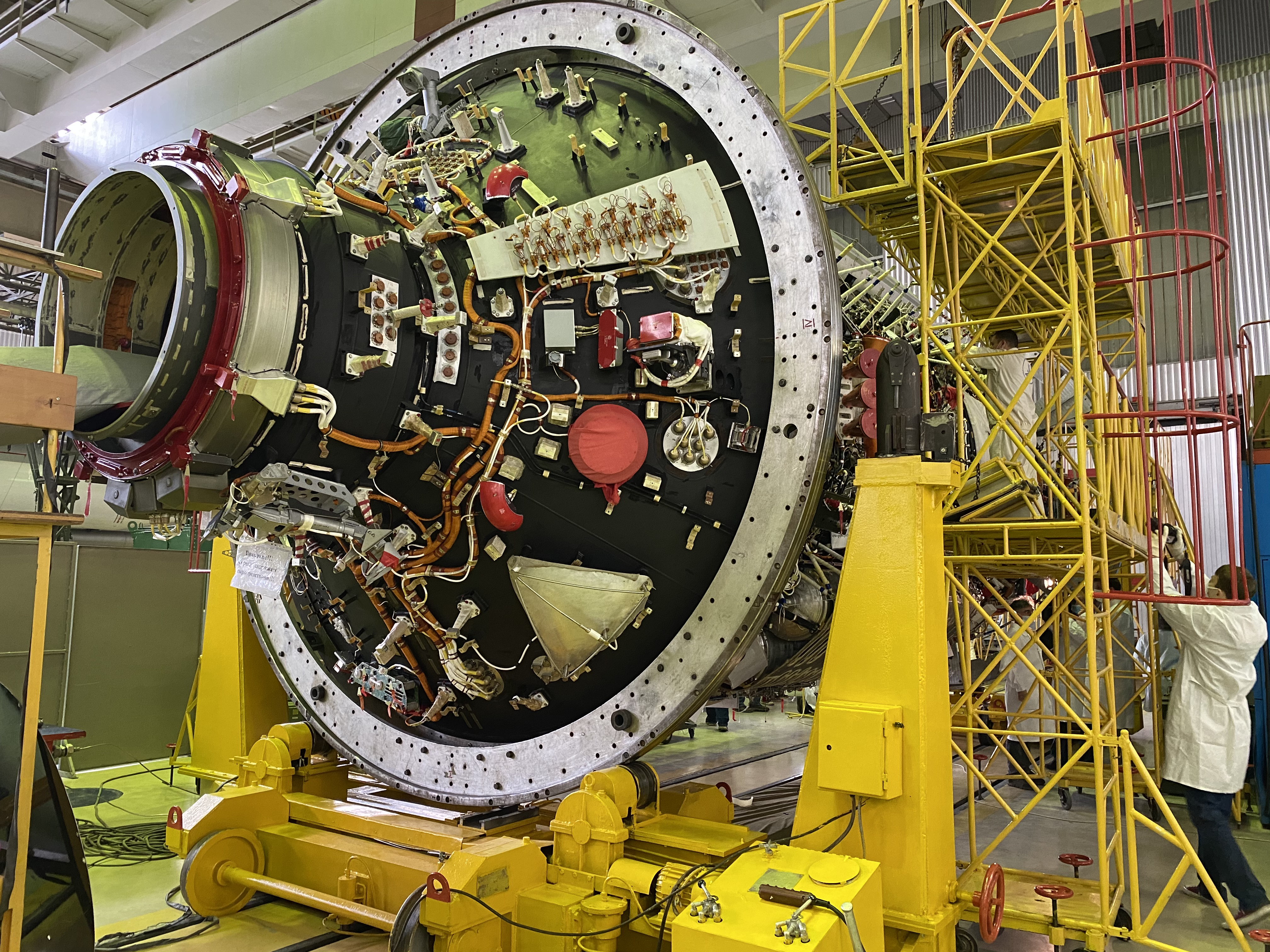
Модуль «Наука» в центрі імені М. В. Хрунічева

Багатофункціональний лабораторний модуль «Наука», вдосконалений — модуль російського сегмента МКС, розроблений Державним космічним науково-виробничим центром імені М. В. Хрунічева на основі дублера модуля «Заря», на замовлення Роскосмосу. Запущено до МКС 21 липня 2021 року, стикування здійснено 29 липня 2021 року.

## Опис
«Наука» — 17-й модуль МКС, це один з найбільших модулів на всій Міжнародній космічній станції, а також четвертий науковий модуль МКС, після американської лабораторії «Дестіні», європейської «Колумбус» і японської «Кібо». Модуль замінив Пірс пристикувавшись до надірного стикувального порту Звєзди.
Модуль «Наука» має 10-річний ресурс, що фактично забезпечить роботу російського сегменту МКС до 2030 року. Підключення «Науки» до російського сегменту МКС потребує 10 виходів у відкритий космос.

## Запуск та подальше функціонування
Запуск модуля неодноразово відкладався. Його було заплановано на 15 липня 2021 року.
21 липня 2021 року було здійснено запуск, і попри певні проблеми під час польоту (проблеми з телеметрією, з двигунами) стикування із МКС здійснено 29 липня 2021 року.
Після стикування на модулі «Наука» відбувся інцидент, пов'язаний з позаплановим ввімкненням його двигунів, что призвело до втрати орієнтації МКС та зв'язку з Центром управління польотами. Двигуни модуля вимкнулися лише після закінчення палива. Для відновлення орієнтації МКС були задіяні двигуни модуля «Зірка» та транспортно-вантажного корабля «Прогрес».